# Turcsány
Turcsány (1898-ig Turcsánka, szlovákul Turčianky) falu Szlovákiában, a Trencséni kerületben, a Simonyi járásban.

## Fekvése
Simonytól 8 km-re délnyugatra fekszik.

## Története
A község területén már az újkőkorban is éltek emberek. A bronzkorban a lausitzi kultúra települése állt itt.
A mai települést 1293-ban "Nova Villa Turchan" néven említik először. 1327-ben "Turchan", 1773-ban "Turcsanka" volt a neve. A Divéky, majd a Turcsányi család birtoka. 1341 és 1430 között a kolosi apátságé, majd a Turcsányi, Bossányi, Kolbusiczky  családoké. 1715-ben 2 zsellér háztartása volt. 1778-ban 3 nemesi, 8 jobbágy és 5 zsellér háztartás létezett a településen. 1828-ban 35 házában 240 lakos élt. Lakói mezőgazdasággal, idénymunkákkal foglalkoztak. A faluban kőbánya is működött.
Vályi András szerint " TURCSÁNKA. Tót falu Nyitra Várm. földes Ura Turcsányi Uraság, lakosai katolikusok, fekszik Krasznóhoz nem meszsze, mellynek filiája; határja ollyan, mint Janofalváé."
Fényes Elek szerint " Turcsánka, tót falu, Nyitra vmegyében, Széplak filial., 240 kath. lak. F. u. a Turcsányi csal."
Nyitra vármegye monográfiája szerint "Turcsánka, Barsmegyével határos tót község Ó-Széplak mellett, 150 r. kath. lakossal. Postája Tőkés-Ujfalu, táviró- és vasúti állomása Nagy-Bossány. A falu határában kitünő kőbánya van. Földesurai a XIII. század végén a Divék nemzetségbeliek voltak, később a Turcsányi-család."
A trianoni békeszerződésig Nyitra vármegye Nyitrazsámbokréti járásához tartozott.

## Népessége
| Év:            | 1994. | 2004.    | 2014.   | 2024.    |
| -------------- | ----- | -------- | ------- | -------- |
| Emberek száma: | 138   | 156      | 150     | 134      |
| Eltérés:       |       | +13,04 % | -3,84 % | -10,66 % |

| Év:            | 2023. | 2024.   |
| -------------- | ----- | ------- |
| Emberek száma: | 135   | 134     |
| Eltérés:       |       | -0,74 % |

1910-ben 142, túlnyomórészt szlovák anyanyelvű lakosa volt.
2001-ben 152 lakosából 151 szlovák volt.
2011-ben 149 lakosából 147 szlovák volt.

## Nevezetességei
- A falu középkori, valószínűleg román stílusú templomának romjai.
- Neogótikus kápolna a 19. század második feléből.

## Külső hivatkozások
- E-obce.sk Archiválva 2009. augusztus 2-i dátummal a Wayback Machine-ben
- Községinfó
- Turcsány Szlovákia térképén